# 加古川市立神野小学校
加古川市立神野小学校（かこがわしりつ かんのしょうがっこう）は、兵庫県加古川市にある公立の小学校。創立150年（2023年5月現在）、加古川市内が現在運営している小学校の中で最も創立が古い学校である。

## 沿革

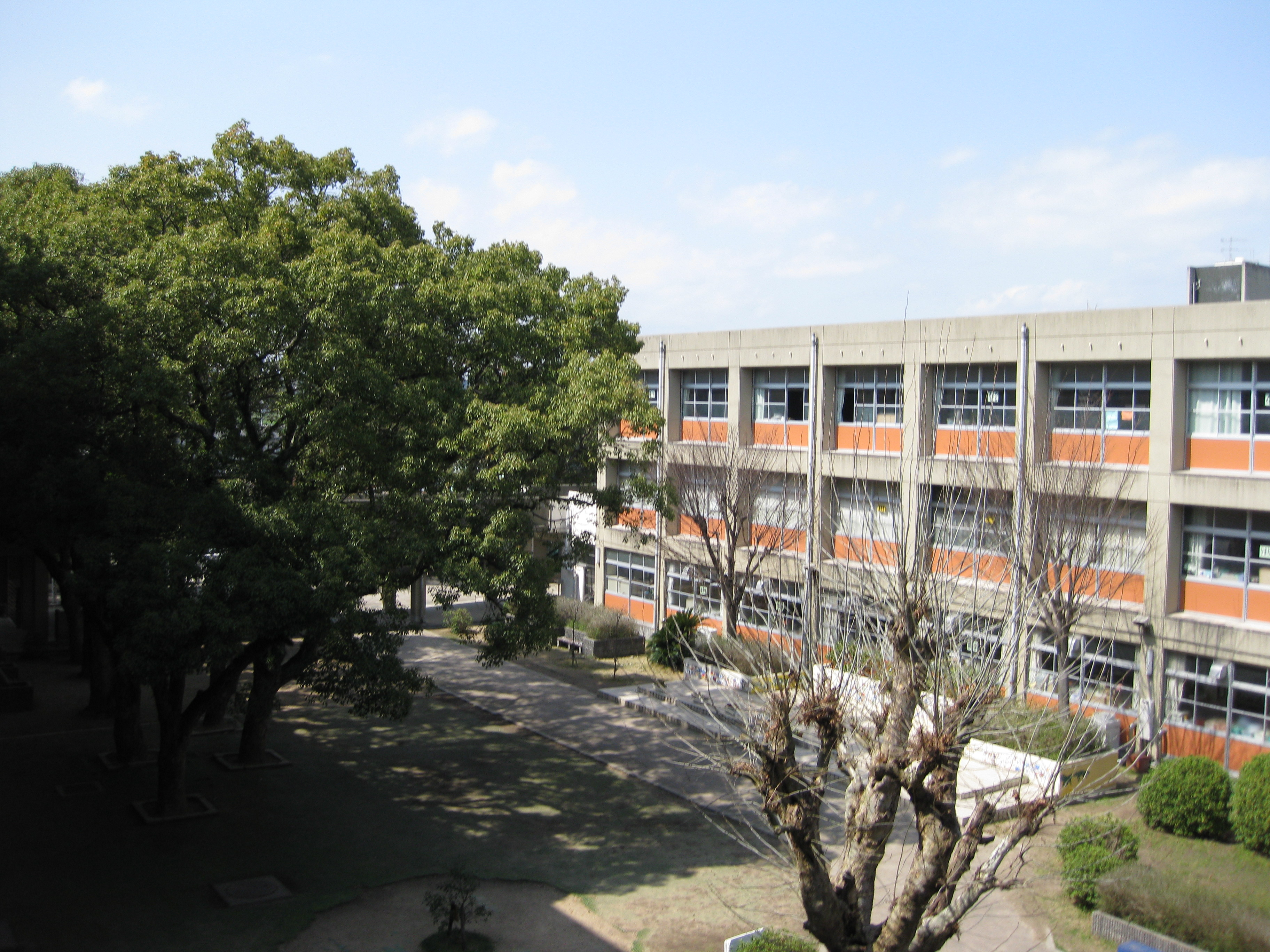
中庭に植えてあるクスノキ。大正時代に植えられた。

- 1872年10月1日 - 加古郡神野村の常光寺にて天徳学校創立
- 1877年4月1日 - 神埜小学校と改称
- 1887年4月1日 - 神野尋常小学校と神野簡易小学校を設置
- 1892年4月1日 - 神野村立神野尋常小学校と改称
- 1941年4月1日 - 国民学校令実施により神野村立神野国民学校と改称
- 1947年4月1日 - 学校教育法公布により神野村立神野小学校と改称
- 1950年6月15日 - 加古川市政実施により加古川市立神野小学校と改称
- 1970年4月1日 - 校区の一部を加古川市立陵北小学校として分離
- 1992年10月1日 - 神野小学校120周年を記念し、記念事業を開催

## 通学区域
1. 神野町石守（997、998-1、998-7）、神野（1365を除く）、西条（1286、1288-1、1300-3、1306-2、1414、1420-2）、西之山、八幡町中西条（1020－253）、山手1~3丁目
2. 神野町石守（1の区域を除く）、石守1~3丁目、日岡苑、福留、福留1丁目

1．の区域は加古川市立山手中学校、2．の区域は加古川市立陵南中学校の通学区域となる。

## 校章
校章は、1932年4月に石見完次が考案した校章である。
1945年頃当時の教頭が考案したものを使っている時期もあったが、短期間しか使われなかった。

## 校歌
児童の提案で、1961年1月24日に制定された。

## 近隣
- 加古川刑務所
- 西条古墳群
- 西条廃寺跡
- JR加古川線日岡駅
- DCM
- トーホー
- 日岡山公園
- 兵庫県立加古川医療センター
- マックスバリュ

## アクセス
- JR加古川駅もしくは東加古川駅から神姫バス「はくほう会加古川病院」行に乗車、「東神野」バス停下車。
- 自動車で、東播磨南北道路 神野ランプもしくは県立加古川医療センターランプ下車、西へ1.5km

## 通学区域が隣接している学校
- 加古川市立八幡小学校
- 加古川市立陵北小学校
- 加古川市立義務教育学校両荘みらい学園
- 加古川市立氷丘小学校
- 加古川市立野口北小学校
- 稲美町立天満小学校
- 稲美町立加古小学校